# Dorcadion ortrudae
Dorcadion ortrudae är en skalbaggsart som beskrevs av Braun 1978. Dorcadion ortrudae ingår i släktet Dorcadion och familjen långhorningar. Inga underarter finns listade i Catalogue of Life.